# Viasat True Crime
Viasat True Crime este un canal de televiziune european dedicat serialelor polițiste. A fost lansat pe 6 iunie 2024 și este deținut de Viasat World.
Canalul este dedicat diverselor tipuri de producție criminală. Programe criminale sunt în program.